# Agricultural Adjustment Administration
De Agricultural Adjustment Act was een van de programma's die behoorden tot de New Deal. Bij deze wet hoorde een uitvoerend lichaam, de Agricultural Adjustment Administration.
Dit programma, dat in 1933 in het leven werd geroepen door de regering-Roosevelt, had tot doel om de prijzen in de landbouw te stabiliseren en het inkomen van boeren op te krikken. Om dit te bereiken werden verschillende maatregelen doorgevoerd, waaronder het kunstmatig terugbrengen van het aanbod van landbouw- en veeteeltproducten. Dit laatste gebeurde door middel van massale opkoopregelingen door de overheid, waarna het opgekochte voedsel vernietigd werd. In feite werden boeren dus betaald om minder of niets te produceren.
Deze maatregel is de bekendste van de Agricultural Adjustment Administration (de organisatie die in het leven werd geroepen door de Act, om het werk uit te voeren). Dit is vooral door de wrange aard van de maatregel, waarbij voedsel vernietigd werd terwijl zeer veel arme mensen honger leden omdat zij zich geen voedsel konden veroorloven.
De originele AAA werd betaald uit belastingen die geheven werden op de vermogendere delen van de samenleving. Om deze reden werd de AAA door het Supreme Court ongrondwettig verklaard en opgeheven. In 1938 werd een tweede AAA doorgevoerd; deze werd betaald uit algemene middelen en werd zo wel geaccepteerd.